# (410) Хлорида

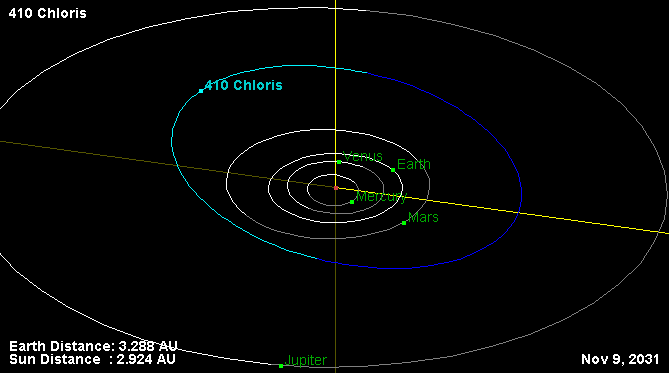
Орбита астероида Хлорида и его положение в Солнечной системе

(410) Хлорида, или (410) Хлорис (англ. 410 Chloris), — крупный астероид главного пояса, который относится к тёмному спектральному классу C и состоит из простейших углеродных соединений. Кроме того, он возглавляет одноимённое семейство астероидов — семейство Хлориды. Астероид был открыт 7 января 1895 года французским астрономом Огюстом Шарлуа в обсерватории Ниццы и назван в честь Хлориды, персонажа древнегреческой мифологии — либо нимфы Хлориды, либо Хлориды, дочери Амфиона. Название утверждено в 1907 году.